# Marlon Becerra
Marlon Becerra Díaz  es un reconocido odontólogo y presentador colombiano nacido en Sogamoso, Boyacá.

## Biografía
Odontólogo del Colegio Odontológico Colombiano, especializado en la teoría del color y rehabilitación oral “The New York University”, el Dr. Marlon Becerra es uno de los odontólogos líderes en Colombia y Latinoamérica, gracias a sus contribuciones en la odontología; específicamente en la odontología estética campo del cual es pionero y ha sido liderado en su mayor parte por él.

Actualmente empresario y pionero en su campo, el Dr. Becerra ha contribuido a la odontología con técnicas y teorías sobre el manejo del color, formas y aspecto de los dientes en el área de la estética dental. Graduado del Colegio Odontológico Colombiano en Bogotá (Colombia) y Estético dental de New York University (EE. UU.), fue el primero en aplicar el láser en Latinoamérica, siendo escogido para recibir el adiestramiento en Tel-aviv.

En 1985, estableció su consulta privada de odontología, la cual le dio por nombre Unidad de Estética Dental. Consulta que fortaleció y amplió al rodearse de otros especialistas de la profesión; hoy día la Sede Principal y el resto de las clínicas tienen por nombre Odontología de Marlon Becerra. Es acá donde aplica sus conocimientos sobre la odontología estética, combinándolos con su experiencia en el teatro y la televisión, apoyado por un grupo capacitado de odontólogos especialistas en todas las áreas.

A lo largo de su carrera, el Dr. Becerra se ha comprometido en mantener un rol social responsable, al educar a la gente en  todo lo relacionado con la salud oral y estética dental. Sus conocimientos y asistencia académica han sido divulgadas por todo el país; tanto así, que hoy en día es el director del programa de Educación Continua de New York University en estética dental y rehabilitación oral para Colombia; en donde además es conferencista debido a su conocimiento, práctica y reconocimiento internacional.

Hoy día, en Odontología de Marlon Becerra, tiene bajo su dirección más de 1000 personas que trabajan  por un mismo fin, crear sonrisas que cambien vidas; en la  que prevalece la salud oral como una experiencia placentera y de alta calidad.  Con un total de 21 sedes en las principales ciudades de Colombia  convirtiéndose en los responsables de la sonrisa de millones de personas, entre ellas, 16 miss Colombia, cientos de Actores, Modelos y Personalidades a nivel mundial.

Su interés en educar e innovar la Odontología, lo llevó a realizar por primera vez  en Colombia (octubre del 2010), el  congreso de "Colombia Estéticamente 1 " un congreso con el objetivo de unir a los mejores de la Odontología del mundo para interactuar acerca de avances odontológicos y tecnológicos, alineados a conocimientos y conceptos multiculturales. En cada congreso se reúnen más de 600 asistentes(odontólogos, estudiantes, casas comerciales etc). Este año no fue la excepción y se realizó la 4 versión de Colombia Estéticamente (Oriente y Occidente) de la mano con el Colegio Odontológico Colombiano.
Este congreso se creó pensando en el futuro y presente de la odontología , con conferencistas de Japón , Estados Unidos y Latinoamérica (Dr. Masao Yamasaki, Dr.Ronaldo Hirata,Dr.David Troncoso, Dr. Rafael Murgueitio,Dr. Carlos Fonseca y el Dr Marlon Becerra) que lograron cautivar a su público nacional e internacional con nuevas visiones de la Odontología mediante el conocimiento y prácticas de diferentes culturas.
El Dr. Becerra combina su profesión con su pasión por la Televisión. Así fue como participó en las tres temporadas como odontólogo oficial del reality show Cambio Extremo del canal RCN, programa derivado del reality estadounidense Extreme Makeover de la cadena ABC, así mismo su programa “Marlon Becerra Entrevista”  se hizo presente en Tele Caribe; actualmente es director y presentador del espacio televisivo MARLON BECERRA ENTREVISTA en el canal RCN internacional.